# Aloi de Montbrai
Aloi de Montbrai (XIV secolo) è stato uno scultore spagnolo di origini francesi, probabilmente normanne.
Conosciuto anche come Mestre Aloi fu l'architetto di importanti opere come la cattedrale di Gerona e la cattedrale di Tarragona.
La sua opera è attestata in Catalogna tra il 1337 e il 1368 e ricevette commissioni dal regnante Pietro IV d'Aragona. La prima commissione, documentata nel 1337, è la tomba di sua madre Teresa di Entenza e in seguito gli furono commissionate 19 sculture di conti e di re catalani e aragonesi per il Salón del Tinell nel Palau Reial Major di Barcellona e il pantheon reale del monastero di Poblet che realizzò con lo scultore Jaume Cascalls.

## Altre opere

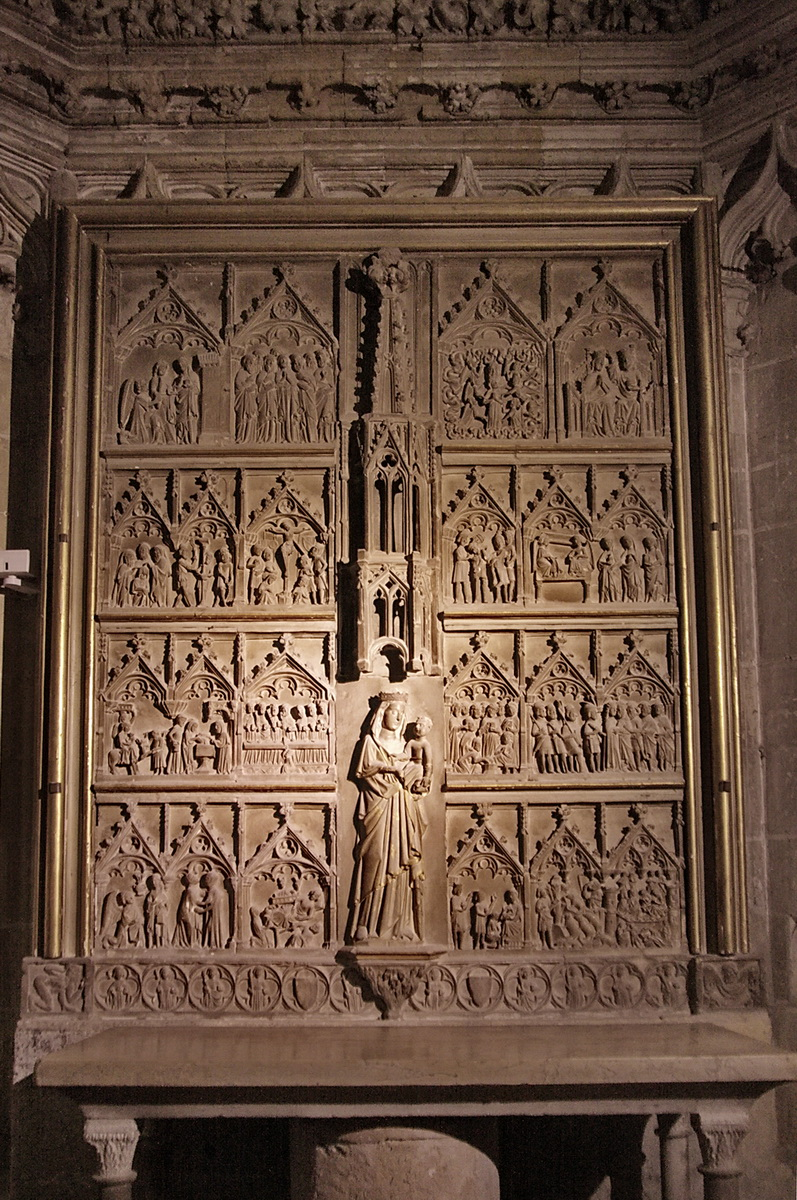
Aloi de Montbrai, Pala d'altare in alabastro, Cattedrale di Tarragona (1368)

- Tomba di Margarida de Llúria presso il monastero di Santa Maria del Puig in parte distrutto nel 1936
- Sepolcro di San Daniele, monastero di San Daniele di Girona
- Il gruppo scultoreo della sepoltura di Cristo nella chiesa di Sant Feliu de Girona
- Cattedrale di Girona
- Cattedrale di Tarragona